# Альдо Бет
Альдо Бет (італ. Aldo Bet, 26 березня 1949, Марено-ді-П'яве — 12 листопада 2023) — італійський футболіст, що грав на позиції захисника, зокрема за «Рому», «Мілан», а також національну збірну Італії. По завершенні ігрової кар'єри — тренер.

## Клубна кар'єра
Народився 26 березня 1949 року в місті Марено-ді-П'яве. Вихованець футбольної школи клубу «Інтернаціонале». Дорослу футбольну кар'єру розпочав 1967 року в основній команді того ж клубу, в якій провів один сезон, взявши участь у 8 матчах чемпіонату. 
1968 року перебрався до столичної «Роми», тренерський штаб якої швидко довірив юному захисникові місце у стартовому складі команди. Протягом п'яти сезонів, проведених в «Ромі», взяв участь у 183 іграх усіх турнірів, 1969 року допоміг команді здобути титул володаря Кубка Італії.
Протягом 1973—1974 років захищав кольори «Верони», після чого уклав контракт з «Міланом», у складі якого провів наступні сім років своєї кар'єри гравця. Граючи у складі «Мілана» також здебільшого виходив на поле в основному складі команди. 1977 року виграв свій другий Кубок Італії, а в сезоні 1978/79 став у складі «россонері» чемпіоном Італії. 
Завершував ігрову кар'єру у третьоліговій команді «Кампанія», в якій був граючим тренером протягом 1981—1982 років.

## Виступи за збірні
Протягом 1969–1970 років залучався до складу молодіжної збірної Італії. На молодіжному рівні зіграв у 3 офіційних матчах.
1971 року провів дві офіційні гри у складі національної збірної Італії.

## Кар'єра тренера
Протягом 1981–1982 років був граючим тренером своєї останньої команди, «Кампанії».
Згодом протягом 1980-х тренував ще декілька нижчолігових італійських команд.

## Статистика виступів

### Статистика клубних виступів
| Сезон             | Команда           | Чемпіонат         | Чемпіонат | Чемпіонат | Національний кубок | Національний кубок | Національний кубок | Континентальні кубки | Континентальні кубки | Континентальні кубки | Інші змагання | Інші змагання | Інші змагання | Усього | Усього |
| Сезон             | Команда           | Ліга              | Ігор      | Голів     | Ліга               | Ігор               | Голів              | Ліга                 | Ігор                 | Голів                | Ліга          | Ігор          | Голів         | Ігор   | Голів  |
| ----------------- | ----------------- | ----------------- | --------- | --------- | ------------------ | ------------------ | ------------------ | -------------------- | -------------------- | -------------------- | ------------- | ------------- | ------------- | ------ | ------ |
| 1967–68           | «Інтернаціонале»  | A                 | 8         | 0         | КІ                 | 0                  | 0                  | -                    | -                    | -                    | -             | -             | -             | 8      | 0      |
| 1968–69           | «Рома»            | A                 | 13        | 0         | КІ                 | 9                  | 0                  | -                    | -                    | -                    | -             | -             | -             | 22     | 0      |
| 1969–70           | «Рома»            | A                 | 28        | 0         | КІ                 | 3                  | 0                  | КВК                  | 9                    | 0                    | АІК           | 3             | 0             | 41     | 0      |
| 1970–7]           | «Рома»            | A                 | 30        | 0         | КІ                 | 5                  | 0                  | -                    | -                    | -                    | АІК+МАП       | 3+4           | 0             | 42     | 0      |
| 1971–72           | «Рома»            | A                 | 30        | 0         | КІ                 | 4                  | 0                  | -                    | -                    | -                    | АІК           | 5             | 0             | 39     | 0      |
| 1972–73           | «Рома»            | A                 | 29        | 0         | КІ                 | 4                  | 1                  | -                    | -                    | -                    | АІК           | 4             | 0             | 37     | 1      |
| Усього за «Рому»  | Усього за «Рому»  | Усього за «Рому»  | 130       | 0         |                    | 25                 | 1                  |                      | 9                    | 0                    |               | 19            | 0             | 183    | 1      |
| 1973–74           | «Верона»          | A                 | 30        | 0         | КІ                 | 3                  | 0                  | -                    | -                    | -                    | -             | -             | -             | 33     | 0      |
| 1974–75           | «Мілан»           | A                 | 29        | 0         | КІ                 | 8                  | 0                  | -                    | -                    | -                    | -             | -             | -             | 37     | 0      |
| 1975–76           | «Мілан»           | A                 | 28        | 0         | КІ                 | 4                  | 0                  | КУЄФА                | 8                    | 0                    | -             | -             | -             | 40     | 0      |
| 1976–77           | «Мілан»           | A                 | 26        | 0         | КІ                 | 11                 | 1                  | КУЄФА                | 5                    | 0                    | -             | -             | -             | 42     | 1      |
| 1977–78           | «Мілан»           | A                 | 25        | 0         | КІ                 | 6                  | 0                  | КВК                  | 1                    | 0                    | -             | -             | -             | 32     | 0      |
| 1978–79           | «Мілан»           | A                 | 17        | 0         | КІ                 | 4                  | 1                  | КУЄФА                | 6                    | 0                    | -             | -             | -             | 27     | 1      |
| 1979–80           | «Мілан»           | A                 | 14        | 0         | КІ                 | 6                  | 0                  | КЧ                   | 1                    | 0                    | -             | -             | -             | 21     | 0      |
| 1980–81           | «Мілан»           | B                 | 5         | 0         | КІ                 | 0                  | 0                  | -                    | -                    | -                    | -             | -             | -             | 5      | 0      |
| Усього за «Мілан» | Усього за «Мілан» | Усього за «Мілан» | 144       | 0         |                    | 39                 | 2                  |                      | 21                   | 0                    |               | -             | -             | 204    | 2      |
| 1981–82           | «Кампанія»        | C1                | 7         | 0         | КІ-C               | ?                  | ?                  | -                    | -                    | -                    | -             | -             | -             | 7+     | 0+     |
| Усього за кар'єру | Усього за кар'єру | Усього за кар'єру | 319       | 0         |                    | 67+                | 3+                 |                      | 30                   | 0                    |               | 19            | 0             | 435    | 3      |

### Статистика виступів за збірну
| Дата       | Місто   | Господарі | Результат | Гості   | Турнір            | Голи | Примітки |
| ---------- | ------- | --------- | --------- | ------- | ----------------- | ---- | -------- |
| 20-2-1971  | Кальярі | Італія    | 1 – 2     | Іспанія | товариський матч  | -    |          |
| 20-11-1971 | Рим     | Італія    | 2 – 2     | Австрія | Відбір до ЧЄ 1972 | -    |          |
| Усього     |         | Матчів    | 2         |         | Голів             | 0    |          |

## Титули і досягнення
- Чемпіон Італії (1):

«Мілан»: 1978-1979
- Володар Кубка Італії (2):

«Рома»: 1968-1969
«Мілан»: 1976-1977